# Einsatzgruppen
Le Einsatzgruppen (letteralmente «unità operative») erano squadroni della morte della Germania nazista, composti da uomini delle SS, che operarono nel corso della seconda guerra mondiale. Le Einsatzgruppen furono sotto il controllo di Reinhard Heydrich, comandante dell'RSHA.
Le Einsatzgruppen furono impiegate prevalentemente in Unione Sovietica, Polonia e Ungheria, dove svolsero un ruolo fondamentale nel processo dell'Olocausto. Il loro compito principale, nella testimonianza resa nel corso del processo di Norimberga da Erich von dem Bach-Zelewski, era «l'annientamento di ebrei, zingari e avversari politici», ottenuto mediante fucilazioni di massa e l'utilizzo di autocarri convertiti in camere a gas (i Gaswagen) e poi nei lager specializzati in sterminio.
Oltre che per criminale brutalità gli appartenenti a tali formazioni si distinsero di fatto per estrema viltà: non affrontarono mai unità combattenti dell'Armata Rossa o della forte resistenza partigiana sovietica ma si limitarono al massacro di civili inermi, per lo più donne, bambini ed anziani, essendo il grosso degli uomini giovani impegnato nei ranghi dell'esercito sovietico o unitosi alle formazioni partigiane.
Per il raggiungimento dei loro scopi si avvalsero della fattiva e zelante collaborazione di unità ausiliare, prevalentemente ucraine e baltiche.

## Storia

### Nascita e primi impieghi

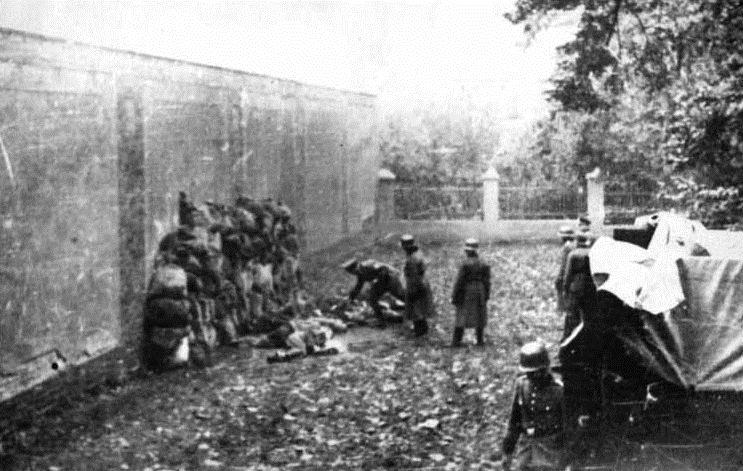
Esecuzioni sommarie di polacchi da parte di un Einsatzkommando nel 1939

Le origini delle Einsatzgruppen possono essere fatte risalire alla creazione di un apposito Einsatzkommando ad opera di Reinhard Heydrich allo scopo di salvaguardare gli edifici governativi e i documenti ivi contenuti durante l'annessione dell'Austria da parte della Germania nel marzo 1938.
Nell'estate 1938, durante i preparativi per l'invasione della Cecoslovacchia prevista per il 1º ottobre 1938, venne nuovamente attivato un reparto con compiti similari ma che mutò il suo nome in Einsatzgruppen. I piani tedeschi prevedevano che l'unità seguisse da vicino l'avanzata dell'esercito tedesco salvaguardando edifici pubblici e documenti e interrogando il personale civile impiegato presso l'amministrazione pubblica cecoslovacca. A differenza dell'originale Einsatzkommando il nuovo reparto era armato e autorizzato ad uccidere per portare a termine la sua missione. L'accordo di Monaco del 1938 prevenne la guerra per la quale le Einsatzgruppen erano state originariamente concepite ma quando le forze tedesche occuparono i Sudeti - regione cecoslovacca a forte maggioranza tedesca - nell'autunno dello stesso anno il reparto venne impiegato per occupare e controllare gli uffici pubblici cecoslovacchi situati nella regione. Dopo l'occupazione integrale della Cecoslovacchia, avvenuta il 15 marzo 1939, le Einsatzgruppen vennero nuovamente attivate per effettuare i compiti di occupazione e controllo ai quali era preposto.

### Le operazioni in Polonia ed Europa occidentale
Nel maggio 1939 Adolf Hitler decise l'invasione della Polonia - inizialmente pianificata per il 25 agosto di quell'anno, ma poi spostata al 1º settembre. Per la prevista campagna Heydrich formò nuovamente le Einsatzgruppen per seguire l'avanzata delle armate tedesche ma, a differenza delle precedenti operazioni, diede ai comandanti di queste unità carta bianca per uccidere gli appartenenti a quei gruppi che i tedeschi consideravano ostili. Dopo l'invasione della Polonia le Einsatzgruppen iniziarono quella carriera di «squadre della morte» che le rese tristemente famose «decapitando» l'intellighenzia polacca e uccidendo politici, studiosi, insegnanti e appartenenti al clero. Tale operazione, attentamente pianificata, rientrava nello schema del programma nazionalsocialista teso a trasformare le popolazioni slave - considerate Untermenschen («subumane») - in una riserva di manodopera schiava da impiegare per le esigenze del Reich tedesco. La missione delle Einsatzgruppen era, di conseguenza, la depoliticizzazione forzata del popolo polacco e l'eliminazione dei gruppi che più chiaramente ne rappresentavano l'identità nazionale nel timore che, in seguito, tali «elementi ostili» potessero guidare una rivolta contro i «padroni» tedeschi.
Nel maggio 1940, nel corso dell'invasione di Paesi Bassi, Belgio e Francia, le Einsatzgruppen vennero attivate ancora una volta per seguire l'avanzata della Wehrmacht, ma, a differenza di quanto era avvenuto in Polonia, in questo caso si limitarono al compito originario di salvaguardia degli edifici pubblici e dei documenti. In vista della preventivata invasione dell'Inghilterra - conosciuta con il nome di codice di Operazione Seelöwe - furono preparati piani per la creazione e l'impiego di sei Einsatzgruppen che avrebbero dovuto operare numerosi arresti appena sbarcati sull'isola.

### Le operazioni in Unione Sovietica
Nel corso dell'invasione dell'Unione Sovietica iniziata nel giugno 1941 le Einsatzgruppen uccisero, su scala molto maggiore rispetto a quanto avvenuto in Polonia, ebrei, partigiani e appartenenti al partito comunista.
Per l'Operazione Barbarossa furono impiegate quattro Einsatzgruppen totalmente motorizzate e quindi in grado di raggiungere rapidamente ogni area dell'esteso fronte orientale operando nelle aree appena «liberate» dei reparti combattenti dell'esercito. Le aree di competenza erano le seguenti:
- Einsatzgruppe A impiegata nelle repubbliche Baltiche;
- Einsatzgruppe B impiegata in Bielorussia e in direzione di Mosca;
- Einsatzgruppe C impiegata nelle zone settentrionali e centrali dell'Ucraina;
- Einsatzgruppe D impiegata in Bessarabia, Ucraina meridionale, Crimea e Caucaso.

Ogni Einsatzgruppe, suddivisa in unità operative chiamate Einsatzkommandos e Sonderkommandos, era dipendente logisticamente dai gruppi di armate dell'esercito tedesco ma totalmente svincolato da essi per i «compiti speciali» che le erano affidati dovendo riferire esclusivamente allo SS- und Polizeiführer («Comandante delle SS e della Polizia») dell'area di impiego. Lo SS- und Polizeiführer, suprema autorità operativa sul campo, rispondeva direttamente al Reichssicherheitshauptamt (RSHA, «Ufficio Centrale per la Sicurezza del Reich») delle SS e al suo comandante supremo Heinrich Himmler, che informava direttamente il Führer dei progressi ottenuti dalle Einsatzgruppen.
Il mandato originale di Heydrich (comandante dell'RSHA) per le Einsatzgruppen era quello, già praticato, di sorvegliare edifici statali e requisire documenti segreti sovietici prima che potessero essere distrutti. Le direttive di Heydrich fissavano però una linea di condotta anche in altre direzioni:
- L'eliminazione dei quadri del partito comunista, dei commissari politici e di coloro che si opponevano alla «liberazione» tedesca.
- L'istigazione di pogrom contro la locale popolazione di origine ebraica.

È da rilevare come l'ideologia nazionalsocialista considerasse il bolscevismo un'emanazione del «giudaismo internazionale» e di conseguenza i chiari paralleli tra le due categorie di «elementi ostili» da eliminare. Le direttive di Heydrich miscelano più volte i due concetti: se erano da eliminare solo gli elementi bolscevichi più «fanatici», gli ebrei andavano eliminati senza distinzione perché certamente a capo delle strutture sovietiche.
Nel giro di breve tempo le Einsatzgruppen vennero sempre più coinvolte nell'uccisione di massa diretta - l'organizzazione di pogrom «spontanei» non aveva dato i risultati sperati - di cittadini sovietici ebrei. Inizialmente gli uomini delle Einsatzgruppen si astennero dall'uccidere donne e bambini ma i richiami di Himmler a una maggiore «durezza» fecero cambiare rapidamente le cose e, a partire dal luglio-agosto 1941, i massacri si estesero anche a queste categorie.
La più efficiente delle Einsatzgruppen impegnate in Unione Sovietica fu la Einsatzgruppe A che operò nelle repubbliche baltiche (Estonia, Lituania e Lettonia) occupate dai sovietici nel 1939 in base al Patto Molotov-Ribbentrop. L'unità fu la prima Einsatzgruppe che portò a termine il compito previsto di eliminare tutti gli ebrei della sua area di competenza rendendola judenfrei ("libera da ebrei"). Dopo il dicembre 1941 le altre tre Einsatzgruppen iniziarono quella che lo storico Raul Hilberg ha definito la «seconda spazzata», terminata nell'estate 1942, cercando di raggiungere i risultati ottenuti dalla Einsatzgruppe A.
Si stima che le Einsatzgruppen abbiano ucciso in Unione Sovietica circa 1.500.000 persone: ebrei, comunisti, prigionieri di guerra e zingari. Oltre che ai compiti di sterminio le Einsatzgruppen vennero anche largamente impiegate nella guerra antipartigiana.

#### Le origini della «soluzione finale»
Le «operazioni» delle Einsatzgruppen in Unione Sovietica rappresentano le primissime fasi di quella che le autorità nazionalsocialiste definirono come «soluzione finale della questione ebraica» - lo sterminio del popolo ebraico. Fino ad allora Hitler e i vertici dello stato nazista avevano elaborato numerosi piani per rendere judenfrei la Germania e le aree ad essa sottomesse, senza prevedere necessariamente lo sterminio fisico: l'emigrazione «volontaria» degli ebrei, il reinsediamento in Madagascar, la creazione di una «riserva ebraica» in Polonia oppure in Unione Sovietica.
A partire dal luglio 1941 la situazione cambiò e i massacri sistematici delle Einsatzgruppen dimostrano che era stata presa una decisione radicale e definitiva, seppur inizialmente limitata ai soli ebrei sovietici. La successiva creazione dei campi di sterminio fu solamente un miglioramento tecnico per alleggerire il compito delle Einsatzgruppen rendendo il metodo di uccisione impersonale e meno gravoso per coloro che vi erano impegnati. La formalizzazione delle direttive per la «soluzione finale» giunse in seguito, nel gennaio 1942 nel corso della conferenza di Wannsee, ma esistono chiare evidenze che Hitler aveva già deciso in precedenza il destino del popolo ebraico.

## Metodi di uccisione
Le Einsatzgruppen seguivano da vicino l'avanzata delle forze armate tedesche e realizzavano di preferenza le loro operazioni nelle città e nei villaggi ove vivevano consistenti comunità ebraiche. Appena giunte nella città provvedevano a emanare dei decreti che ordinavano a tutti i cittadini ebrei di presentarsi in un punto di raduno dal quale sarebbero stati «reinsediati» in altre località per effettuare un servizio di lavoro obbligatorio. Gli ordini affissi per le strade chiarivano inequivocabilmente che chi non si fosse presentato sarebbe stato passato per le armi. Da rimarcare che, almeno nel primo periodo, gli ebrei sovietici non erano a conoscenza delle terribili condizioni dei loro correligionari polacchi rinchiusi nei ghetti perché fino allo scoppio del conflitto. Per questo motivo gli ebrei erano facilmente ingannati dalla menzogna del «reinsediamento», soprattutto viste le fatali conseguenze che avrebbe provocato il non eseguire l'ordine delle autorità di occupazione.

### Le fucilazioni di massa
Le persone radunate con l'inganno venivano trasferite nei pressi della città, in zone defilate precedentemente selezionate dagli uomini delle Einsatzgruppen. Si procedeva in molti casi all'eliminazione di piccoli gruppi. Alcuni luoghi invece videro lo sterminio sistematico e la sepoltura in fosse comuni di decine e decine di migliaia di persone. Tra di essi i luoghi più tristemente noti furono:
- Babij Jar in Ucraina, ove avvenne l'eccidio della popolazione ebraica di Kiev (33.771 vittime)[8][9];
- Ponary, in Lituania, dove furono condotti a morire gli ebrei di Vilnius (70./100.000 vittime);
- Bronna Góra in Bielorussa, che fu utilizzata come luogo di sterminio delle molte comunità della Bielorussia orientale (50.000 vittime);
- Liepāja in Lettonia, con lo sterminio degli ebrei di Liepāja (5.000-7.000 vittime), forse l'eccidio meglio documentato da una serie di fotografie scattate nell'occasione;
- Rumbula in Lettonia, luogo designato alla liquidazione della comunità ebraica di Riga (25.000 vittime);
- Gurka Połonka in Ucraina, luogo d'esecuzione degli ebrei del ghetto di Łuck (oggi Lutsk) (25.000 vittime).

Gli sventurati erano condotti presso grandi fosse già scavate, vecchi cantieri in disuso o profondi burroni e fatti spogliare completamente - i vestiti venivano poi inviati agli enti assistenziali tedeschi o ridistribuiti tra la popolazione non ebrea, così da renderla complice o connivente dello sterminio. Nudi, si dovevano avvicinare al bordo delle fosse dove i carnefici - spesso ubriachi - li uccidevano a colpi di mitragliatrice o di pistola. In numerosi casi le vittime erano obbligate a sdraiarsi sullo strato di cadaveri di coloro che erano già stati uccisi prima di essere colpiti da una raffica di mitragliatrice oppure da una pallottola nella nuca. I neonati venivano spesso lanciati in aria e usati come bersaglio per i colpi dei carnefici: la giustificazione addotta era che le tenere carni degli infanti non erano in grado di fermare una pallottola che avrebbe potuto causare pericolosi rimbalzi sul terreno.
Una volta terminata l'Aktion - termine con il quale venivano indicati i massacri - le fosse venivano cosparse di calce viva (per impedire lo svilupparsi di epidemie) e ricoperte di terra per cancellare le tracce dei crimini commessi. Vista la concitazione delle operazioni non era inusuale che alcune vittime non venissero uccise ma solamente ferite per poi essere sepolte vive quando la fossa veniva ricoperta. Esistono alcune testimonianze di sopravvissuti che riuscirono salvarsi uscendo nottetempo dalle fosse. Negli anni successivi, quando la certezza nella vittoria tedesca era ormai compromessa, venne lanciata dalle SS un'«operazione di esumazione» per eliminare definitivamente le prove dei crimini mediante l'esumazione e la cremazione dei cadaveri in grandi roghi. L'operazione, supervisionata da Paul Blobel, già comandante di un Einsatzkommando, prese il nome in codice di Sonderaktion 1005 e vide l'impiego di numerose squadre composte da prigionieri ebrei a loro volta «eliminati» dopo aver effettuato il lavoro allo scopo di preservare il segreto.

### Le camere a gas mobili
I massacri compiuti mediante le fucilazioni mostrarono immediatamente due elementi negativi per le Einsatzgruppen stesse:
- I crolli psicologici che ne coinvolsero il personale: per cercare di mitigare l'orrore del compito che erano chiamati a svolgere - considerato però necessario e giusto dai vertici nazisti - i carnefici ricevevano razioni supplementari di alcolici, operando spesso completamente ubriachi. Nonostante ciò si ebbero numerosi casi di internamento presso case di cura psichiatriche e diversi suicidi tra le file dei membri delle Einsatzgruppen.
- La paura di Himmler che gli uomini delle SS, da lui considerate un'élite che avrebbe dovuto incarnare tutte le caratteristiche superiori proprie della razza ariana, potessero essere contaminate dalla brutalità del lavoro che erano obbligate a svolgere. Lo stesso Himmler, che notoriamente aborriva la vista del sangue, assistette nel luglio del 1941 a un'Aktion delle Einsatzgruppen rimanendo profondamente scosso.

Himmler diede ordine di trovare nuovi metodi, meno cruenti, per portare a termine il compito assegnato alle SS affidando l'incarico ad Arthur Nebe, comandante dell'Einsatzgruppe B.
Arthur Nebe era stato in precedenza a capo della Kripo (la polizia criminale tedesca) ed era stato coinvolto nel programma di eliminazione dei disabili chiamato in codice Aktion T4, sospeso alla fine di agosto del 1941 a causa delle veementi proteste della popolazione tedesca, nel corso del quale era stato sperimentato l'utilizzo di camere a gas funzionanti a monossido di carbonio puro. Tale metodo aveva dato "ottimi risultati" rendendo l'uccisione molto più impersonale - chi apriva il rubinetto delle bombole ove era contenuto il gas non aveva nessun contatto con le vittime in attesa dentro la camera a gas sigillata.
Nebe richiese a Berlino, nel settembre 1941, un esperto di chimica che potesse aiutarlo tecnicamente a trovare una soluzione del problema e dopo poco giunse a Minsk, sede del comando di Nebe, il dottor Albert Widmann dell'Istituto di tecnologia criminale. Nebe e Widmann studiarono inizialmente un metodo di uccisione con esplosivi rinchiudendo 25 pazienti psichiatrici in due bunker nei pressi di Minsk e facendoli saltare in aria. L'esperimento si rivelò disastroso e l'esplosione uccise solo parte dei pazienti obbligando a ricorrere a una seconda carica esplosiva. A questo punto Widmann e Nebe, memori delle esperienze del programma T4, pensarono di utilizzare delle camere a gas funzionanti a monossido di carbonio e, dopo pochi giorni dal fallito esperimento con gli esplosivi, effettuarono una prova nei pressi di Mogilev. L'esperimento venne effettuato su una trentina di pazienti di un manicomio rinchiusi all'interno di una corsia dell'ospedale sigillata all'interno della quale entravano due tubi collegati ai gas di scappamento di un automezzo. Dopo un iniziale problema legato alla scarsa potenza del veicolo impiegato, l'esperimento ebbe successo e tutti i pazienti morirono nel giro di pochi minuti, intossicati dal monossido di carbonio prodotto dai gas di scarico.
Il successo dell'esperimento dimostrò che quella era la strada da percorrere, anche se esistevano alcuni problemi tecnici da risolvere. Le Einsatzgruppen erano unità mobili che operavano su un estesissimo fronte e non sarebbe stato efficiente vincolare il loro operato a installazioni fisse come le camere a gas dell'Aktion T4. L'idea di utilizzare gas di scarico risultò invece vincente perché la produzione di monossido di carbonio puro, impiegato in precedenza, era molto costosa e l'industria chimica tedesca riusciva a produrne solo quantità limitate.
Per questo Nebe, con la collaborazione del dottor Hess (superiore di Widmann), studiò una soluzione basata su autocarri con il piano di carico sigillato e collegato, mediante un sistema di tubazioni, ai fumi di scarico prodotti dal motore. In questo modo si sarebbero create vere e proprie camere a gas mobili, i Gaswagen, totalmente autosufficienti anche per l'approvvigionamento di gas. Ottenuta l'approvazione di Heydrich, l'idea venne perfezionata Walter Rauff, capo del dipartimento tecnico dell'RSHA, che progettò autocarri camuffati da ambulanze di due diverse dimensioni e che potevano contenere 140 oppure 90 vittime contemporaneamente.
Gli «autocarri della morte» iniziarono a essere utilizzati dalle Einsatzgruppen tra la fine di novembre e l'inizio di dicembre 1941 per le operazioni di sterminio, ma non rimpiazzarono mai completamente il vecchio metodo basato sulle fucilazioni. Gli addetti agli autocarri caricavano le vittime sul piano di carico e lo sigillavano trasportando il loro triste carico fino al luogo identificato per la sepoltura. La morte sopraggiungeva dopo 15 - 30 minuti ed eventuali superstiti venivano uccisi con un colpo alla nuca. Entro la metà del 1942 erano stati prodotti e consegnati alle Einsatzgruppen circa 30 autocarri convertiti, prodotti dall'azienda privata berlinese Gabschat Farengewerke Gmbh.
Il primo campo di sterminio reso operativo l'8 dicembre 1941 a Chełmno, utilizzò tre camere a gas mobili prima che il metodo venisse ulteriormente perfezionato per i nuovi campi dell'Operazione Reinhard, che utilizzarono invece camere a gas fisse. L'utilizzo dei gas di scarico non venne però abbandonato e, negli anni successivi, solamente Auschwitz e Majdanek si differenziarono utilizzando il gas Zyklon B come agente tossico.

## Organizzazione
Le Einsatzgruppen non furono mai unità permanenti ma piuttosto reparti creati ad hoc utilizzando personale proveniente dai ranghi delle SS, dell'SD e da diversi reparti della polizia tedesca come l'Ordnungspolizei, la gendarmeria, la Kripo e la Gestapo. I reparti (ogni Einsatzgruppe contava 600 - 1000 uomini) ricevevano un addestramento di una durata variabile tra alcune settimane e alcuni mesi prima di essere impiegati. Una volta che le operazioni erano concluse le Einsatzgruppen venivano sciolte, anche se generalmente veniva poi reimpiegato lo stesso personale, già esperto, nel caso ci fosse la necessità di riformarle per nuovi impieghi.
Le Einsatzgruppen erano assistite nei loro compiti da altre forze di potenze dell'Asse, da soldati della Wehrmacht e delle Waffen SS oppure da battaglioni della polizia tedesca. Durante i massacri in Unione Sovietica le Einsatzgruppen reclutarono partigiani antisemiti locali, in particolare in Lituania e Ucraina, che si distinsero per la loro brutalità.

### Struttura organizzativa in Unione Sovietica
- Einsatzgruppe A impegnato nei Paesi Baltici, suddiviso in

Sonderkommandos 1/a e 1/b
Einsatzkommandos 2 e 3
Nell'ottobre del 1941, l'Einsatzgruppe A aveva il seguente organico:
Amministrazione = 18
Polizia ausiliaria = 87
Reparto femminile = 13
Gestapo = 89
Interpreti = 51
Polizia Criminale (Kri.Po.) = 41
Motociclisti = 172
Polizia d'Ordine (Or.Po.) = 133
Radio operatori = 8
Servizio di Sicurezza (Sicherheitsdienst) = 35
Operatori alle telescriventi = 3
Waffen-SS = 340
- Einsatzgruppe B impegnata in Bielorussia, suddiviso in:

Sonderkommandos 7/a e 7/b
Einsatzkommandos 8 e 9, un'"unità speciale" in caso Mosca fosse stata conquistata.
- Einsatzgruppe C per il nord e la zona centrale dell'Ucraina

Sonderkommandos 4/a e 4/b
Einsatzkommandos 5 e 6
- Einsatzgruppe D per la Bessarabia, il sud dell'Ucraina, la Crimea e il Caucaso

Sonderkommandos 10/a e 10/b
Einsatzkommandos 11/a, 11/b e 12

### Comandanti
- Einsatzgruppe A: SS-Brigadeführer Dr. Franz Walter Stahlecker (fino al 23 marzo 1942)
- Einsatzgruppe B: SS-Brigadeführer Arthur Nebe (fino ad ottobre 1941)
- Einsatzgruppe C: SS-Gruppenführer Dr. Otto Rasch (fino ad ottobre 1941)
- Einsatzgruppe D: SS-Gruppenführer Prof. Otto Ohlendorf (fino al giugno 1942)

## I processi del dopoguerra
L'autorità superiore diretta delle Einsatzgruppen, che rispondeva direttamente a Himmler e Hitler, era l'SS- und Polizeiführer della zona di impiego delle singole Einsatzgruppen. Egli supervisionava tutte le attività delle «squadre della morte» e provvedeva a inoltrare all'RSHA i rapporti che gli giungevano dagli uomini sul campo dopo averli esaminati. Al termine del secondo conflitto mondiale molti SS- und Polizeiführer che avevano supervisionato le attività in Europa orientale e in Unione Sovietica scomparvero sottraendosi alla giustizia oppure si suicidarono consci che i crimini commessi non sarebbero stati perdonati. Molti membri delle Einsatzgruppen vennero successivamente impiegati al fronte dove morirono, oppure, caduti in mano nemica, giustiziati (perché appartenenti alle SS) oppure internati nei campi di prigionia dove moltissimi trovarono la morte. I rimanenti, al termine del conflitto, tornarono in Germania o alle loro nazioni d'origine dove solo raramente furono formalmente perseguiti per i crimini commessi.
I comandanti e i coordinatori principali delle Einsatzgruppen vennero processati con l'accusa di crimini contro l'umanità, crimini di guerra e affiliazione alle SS - le SS vennero dichiarate organizzazione criminale - da un tribunale degli Stati Uniti d'America nel corso dei processi secondari tenuti a Norimberga a completamento del primo Processo contro i maggiori esponenti del Terzo Reich. Il processo agli Einsatzgruppen vide coinvolti 24 imputati che si dichiararono «non colpevoli». Furono pronunciate 14 sentenze di morte delle quali solo quattro eseguite, il 7 giugno 1951, prima che un'amnistia commutasse le rimanenti a pene detentive.